# Fiat Pulse
Fiat Pulse — субкомпактный кроссовер, выпускаемый с июля 2021 года итальянской компанией Fiat.

## Описание
Fiat Pulse впервые был представлен в мае 2021 года в Бразилии. Название Pulse автомобиль получил в июне 2021 года, когда были предложены названия Pulse, Tuo и Domo.

Разработанный под кодовым обозначением Project 363, автомобиль выпускается на платформе MLA. Продажи модели начались в октябре 2021 года в Бразилии и других странах Южной Америки.

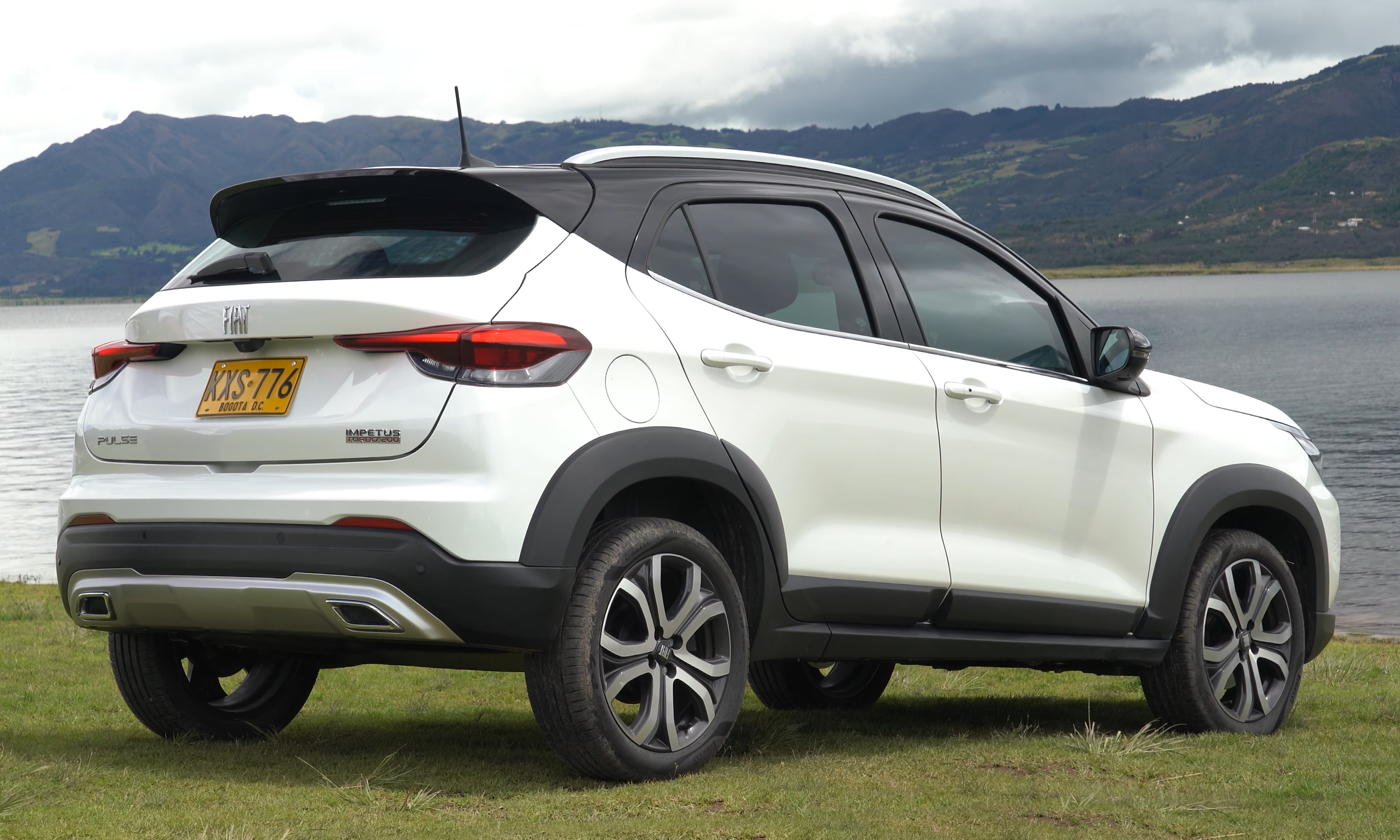
Вид сзади
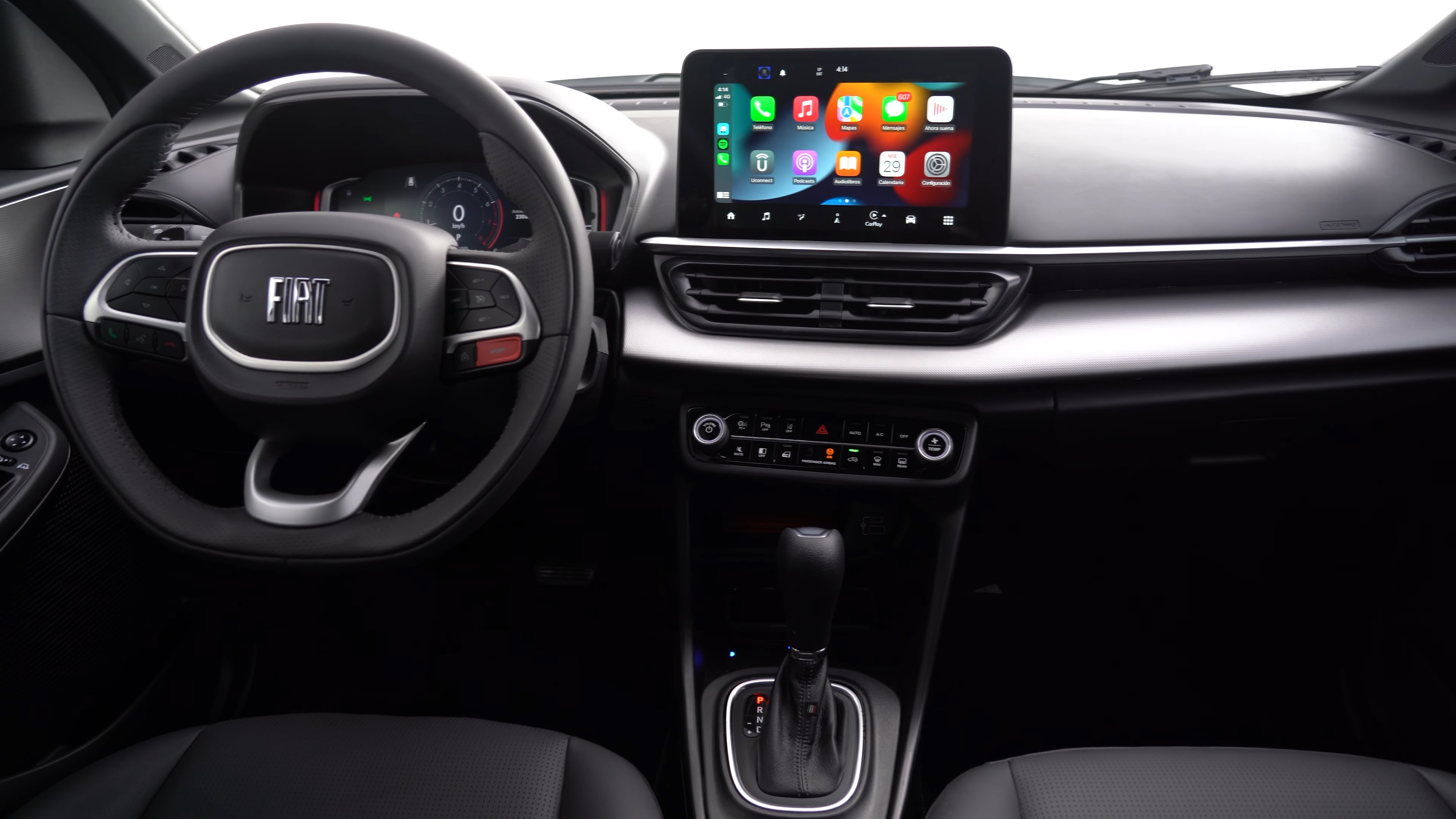
Интерьер

## Abarth Pulse

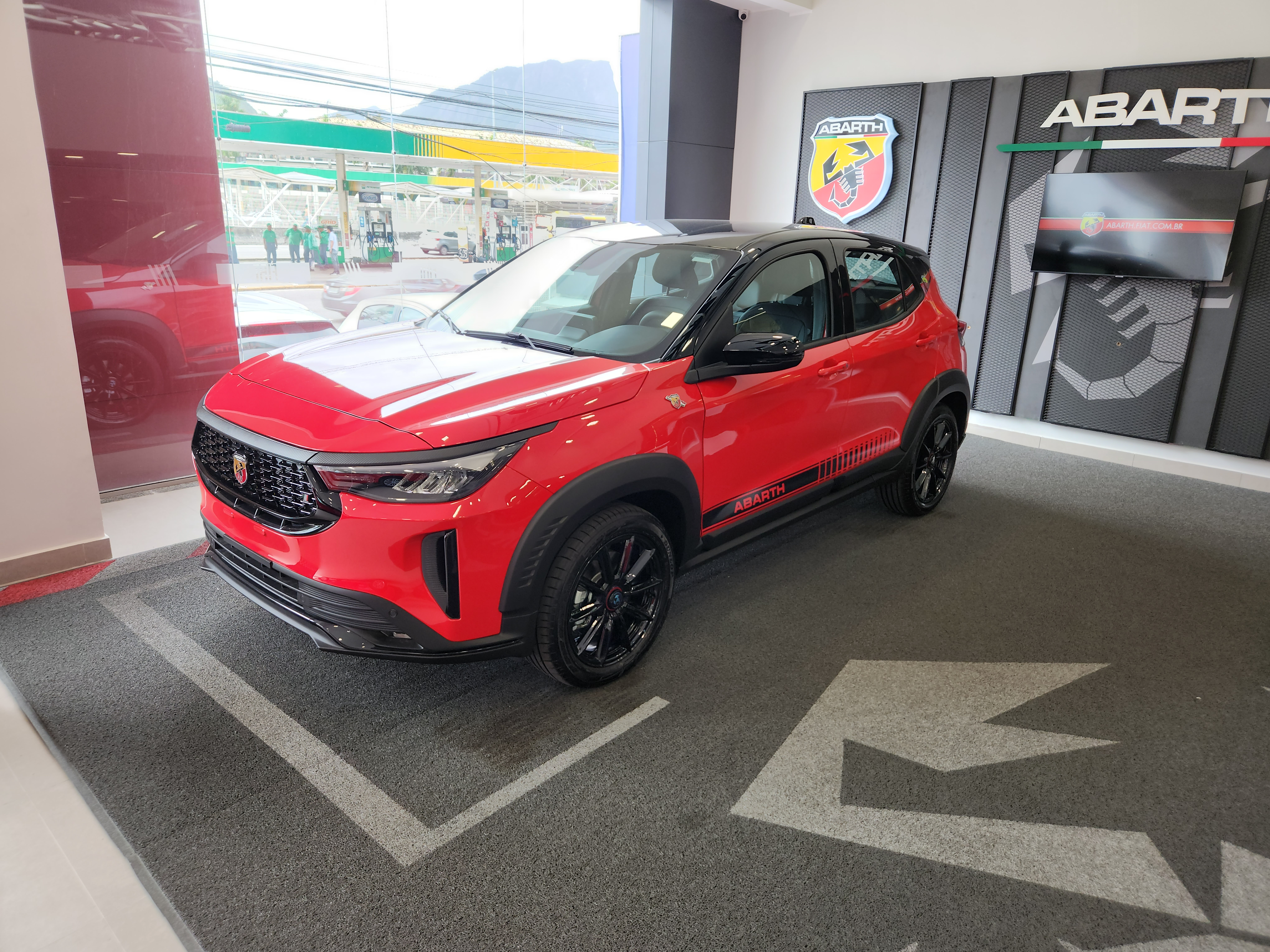
Abarth Pulse

Abarth Pulse был представлен в марте 2022 года с внешними изменениями и 1,3-литровым бензиновым двигателем FireFly с турбонаддувом мощностью 185 л. с. и крутящим моментом 270 Н⋅м. До 100 км/ч автомобиль разгоняется за 8 секунд, а максимальная скорость — 210 км/ч.

## Продажи
| Год  | Бразилия | Аргентина | Уругвай | Мексика |
| ---- | -------- | --------- | ------- | ------- |
| 2021 | 6,725    |           |         |         |
| 2022 | 50,522   | 3,681     | 406     | 2,575   |